# Міньковецький Ілля Соломонович
Міньковецький Ілля Соломонович  (15 травня 1924 — 15 лютого 2017) — радянський і російський кінооператор. Лауреат державної премії РРФСР імені братів Васильєвих (1982). Заслужений діяч мистецтв РРФСР (1989).

## Біографічні відомості
Народ. 15 травня 1924 р. в Москві в родині музиканта. Учасник Німецько-радянської війни. Закінчив операторський факультет Всесоюзного державного інституту кінематографії (1951).
З 1952 р. почав працювати на Київській кіностудії художніх фільмів, зняв стрічки: «Павло Корчагін» (1957, у співавт.), «Народжені бурею», «Випереджаюча вітер» (1958), «Катя-Катюша» (1959), «Артист із Коханівки» (1961).
Був членом Спілки кінематографістів УРСР.
Оператор-постановник кінокартин: «Фокусник» (1967, реж. П. Тодоровський), «Ціна» (1969), «Небезпечний поворот» (1972, реж. В. Басов), «Несподівані радощі» (1974), «Дні Турбіних» (1976, реж. В. Басов), «31 червня» (1978), «Біля небезпечної межі» (1983), «Сім криків в океані» (1986), «Анна Карамазофф» (1991, у співавт., реж. Р. Хамдамов) та ін.
Лауреат державної премії РРФСР імені братів Васильєвих (1982) за зйомки фільму «Факти минулого дня» (1981, реж. В. Басов).